# Bilkent-Universität
Koordinaten: 39° 52′ 4,8″ N, 32° 44′ 55,3″ O
Die Bilkent-Universität ist eine private Universität in der türkischen Hauptstadt Ankara.

## Geschichte
Die Universität wurde am 20. Oktober 1984 von İhsan Doğramacı gegründet. Erste Vorbereitungen für die Universitätsgründung wurden jedoch bereits 1967 getroffen.
Die ersten Studenten wurden 1986 zugelassen. 386 Studenten waren in diesem Jahre angemeldet. Heute hat die Universität mehr als 12.000 Studenten in neun Fakultäten. Ausländische Studenten kommen aus 72 Ländern. Des Weiteren ist die Universität dafür bekannt, dass sie jährlich mehr als 2.500 Vollstipendien vergibt. 
Laut den World University Rankings 2010/2011 der Times Higher Education lag die Universität damals weltweit auf Platz 112 und war damit die beste türkische Universität. Das Ranking für 2014/15 sah sie auf Platz 201 bis 225 weltweit und damit auf Platz fünf der türkischen Universitäten.
Die in der Universität angewendete Sprache ist Englisch. Die einzigen Ausnahmen sind Sprachkurse und türkisches Recht in der Rechtsfakultät.
İhsan Doğramacı hat mit der Gründung der Universität ein lange gehegtes Ziel umgesetzt. Vor der Gründung war er auch am Aufbau anderer öffentlicher Hochschulen beteiligt, unter anderem als Rektor der Universität Ankara, Aufsichtsratsvorsitzender der Technischen Universität des nahen Ostens und erster Rektor der Hacettepe-Universität.